# تقنية الفصل للسلوكيات المتكررة التي تركز على الجسم
تقنية الفصل  هي تدخل ذاتي للمساعدة في إضطراب السلوكيات المتكررة التي تركز على الجسم (للسيطرة على الدوافع والإنفعالات). تم تطوير هذه التقنية لحل تلك المشاكل التي يسببها الإضطراب. مثل نتف الشعر، خدش الجلد، قضم الأظافر أو عض الشفاه.
في مراجعة منهجية  في عام 2012 أُظهرت فعالية تلك التقنية التي تمت أيضاً تأكيدها من قبل الباحثين «لي وزملائه» في العام 2019.
يُطلب من المريض عند تطبيق تقنية الفصل من تعديل المسار السلوكي غير الوظيفي الأصلي من خلال إجراء حركة مضادة (على سبيل المثال، قضم الأظافر، نتف الجلد، نتف الشعر) قبل التوقف عن السلوك المضر بالنفس.